# Weekly Bichitra
Weekly Bichitra est un ancien magazine littéraire hebdomadaire,. Il appartenait au gouvernement du Bangladesh et était édité par Shahadat Chowdhury,. Le magazine a été décrit comme un jalon historique et un magazine pionnier,.

## Histoire
Fazal Shahabuddin (en) est le rédacteur en chef fondateur du magazine, qui a été créé en 1972. Bichitra a été la première publication au Bangladesh à publier une édition spéciale de l'Aïd. Ziaur Rahman a parlé de son rôle dans la guerre de libération du Bangladesh et du leadership du Sheikh Mujibur Rahman dans un article paru dans le magazine en 1972,. Le 17 mai 1978, le Tokai (en) de Rafiqun Nabi est publié pour la première fois dans la revue. La bande dessinée allait devenir une icône au Bangladesh.
Le 7 décembre 1991, Sufia Kamal a accordé une interview au magazine sur ses souvenirs de la guerre de libération du Bangladesh. Le rédacteur en chef, Shahriyar Kabir, a été licencié par le magazine pour son implication dans Gono Adalat (en). Shahadat Chowdhury a été rédacteur en chef de la revue jusqu'en 1997,. Le gouvernement a cessé la publication de la revue cette année-là.